# Kōnstantinos Kouīs
Kōnstantinos Kouīs, detto Ntinos (in greco: Κωνσταντίνος Κούης; Salonicco, 23 novembre 1955), è un allenatore di calcio ed ex calciatore greco, di ruolo centrocampista o attaccante.
È il miglior realizzatore nella storia dell'Arīs Salonicco.

## Carriera

### Giocatore

#### Club
Dopo un inizio tra i dilettanti dell'Agrotikos Asteras, nei primi anni settanta, passa all'Aris nel 1975. Vi resterà fino al 1991, giocando 473 gare e segnando 142 reti, tutte in massima serie. Nel 1981 ottenne anche il titolo di capocannoniere con 21 reti.
Con la squadra, in Coppa UEFA 1979-1980, eliminò il Benfica (4-3 totale) e l'imbattuto Perugia (4-1), giungendo agli ottavi. Precedentemente era giunto fino alle semifinali di Coppa UEFA 1976-77 venendo eliminato dalla Juventus.

#### Nazionale
In nazionale giocò 33 partite segnando 7 reti, tra il 1978 e il 1986, partecipando quindi all'Europeo del 1980 in Italia, il primo che vide i greci alla fase finale. Fu lui l'autore dei gol che diedero, il 15 ottobre 1980 ai greci la vittoria sulla Danimarca a Copenaghen, e, giusto un anno dopo, il prestigioso pareggio contro l'Italia nell'ultimo match di qualificazione mondiale.

### Allenatore
Finito di giocare a quasi 36 anni, ha svolto l'attività di allenatore, seguendo squadre come Anagennisis Giannitsa, Olympiakos Volou, Kerkyra FC, Karditsa FC, Agrotikos Asteras.